# Comuna Dubrivka, Baranivka
Dubrivka (în ucraineană Дубрівська сільська рада) este o comună în raionul Baranivka, regiunea Jîtomîr, Ucraina, formată din satele Dubrivka (reședința), Krasulea, Peatîricika și Zirka.

## Demografie
Componența lingvistică a satului Dubrivka
     Ucraineană (98,94%)
     Alte limbi (0,78%)
Conform recensământului din 2001, majoritatea populației satului Dubrivka era vorbitoare de ucraineană (98,94%), existând în minoritate și vorbitori de alte limbi.